# ملكة جمال الولايات المتحدة الأمريكية 1994
ملكة جمال الولايات المتحدة الأمريكية 1994 (بالإنجليزية: Miss USA 1994)‏ هي مسابقة ملكة جمال الولايات المتحدة الأمريكية الثالثة والأربعين في تاريخ مسابقة ملكة جمال الولايات المتحدة الأمريكية منذ انطلاقتها عام 1952، تم بث المسابقة على الهواء مباشرة من مركز ساوث بادري آيلاند للمؤتمرات في ساوث بادري آيلاند ، تكساس في 11 فبراير 1994. في نهاية الحدث توجت لو باركر من ولاية كارولاينا الجنوبية من قبل حاملة اللقب السابقة كين مور من ولاية ميشيغان.
استضاف بوب غوين المسابقة لأول مرة من ثلاث سنوات ليحل محل ديك كلارك ، مع تعليق مساعد من قبل أرتيل نيفيل ومظهر ضيف خاص من قبل لورا هارينج ، ملكة جمال الولايات المتحدة الأمريكية عام 1985. بوجود ضيف شرف ترفيهي من قبل دوغ ستون. خلال البث المباشر ، تم تقديم منظمي مسابقة ملكة جمال الكون لهذا العام في مانيلا بالفلبين أثناء العرض مع ممثل تلك الدولة للمشاركة في المسابقة الدولية.

## النتائج

### المراكز النهائية
| النتائج النهائية                          | اسم المتنافسة |
| ----------------------------------------- | --- |

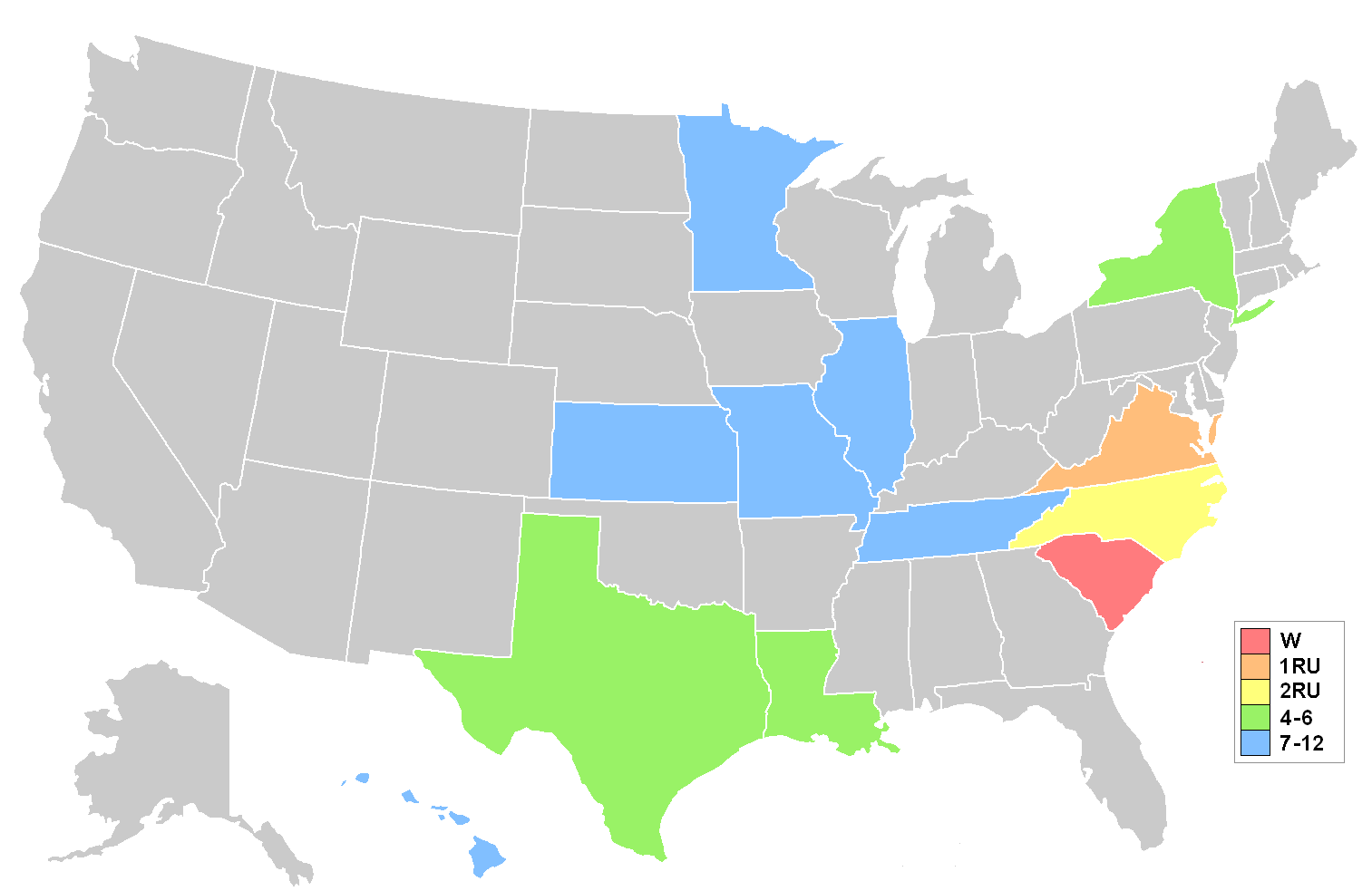
خريطة توضح المواضع حسب الولاية

| ملكة جمال الولايات المتحدة الأمريكية 1994 | - كارولاينا الجنوبية - لو باركر |
| الوصيفة الأولى                            | - فرجينيا - باتريشيا سوثال |
| الوصيفة الثانية                           | - كارولاينا الشمالية - لين جينكينز |
| أفضل 6                                    | - لويزيانا - شيريل ليا هيبرت - تكساس - كريستين فريدل - نيويورك - جينيفر جاريس                                                                    |
| أفضل 12                                   | - إلينوي - كاثلين فاريل - ميزوري - شيلي ليمان - تينيسي - ليا هولان - مينيسوتا - جولين ستافراكيس - كانساس - كارول هوفنكامب - هاواي - نادين تانيجا |

### جوائز خاصة
| جائزة              | متنافسة                    |
| ------------------ | -------------------------- |
| ملكة جمال اللطافة  | - أوريغون - دينيس وايت     |
| ملكة جمال الجاذبية | - فرجينيا - باتريشيا سوثال |

## المتسابقات
| - ألاباما - ميليا نيلمز - ألاسكا - دون ستوفيك - أريزونا - جينيفر تيسدال - أركنساس - هانا هيليارد - كاليفورنيا - توي فوستر - كولورادو - كيمبرلي فيلدهويزن - كونيتيكت - ميستريلا إيغان - ديلاوير - تيريزا كلاين - مقاطعة كولومبيا - أنجيلا ماكغلوان - فلوريدا - سينثيا ردينغ - جورجيا - أندريا مور - هاواي - نادين تانيجا - أيداهو - ترينا ويلر - إلينوي - كاثلين فاريل - إنديانا - كيم سكل - آيوا - كالي بانديت - كانساس - كارول هوفينكامب - كنتاكي - كيم بوفورد - لويزيانا - شيريل هيبرت - مين - كولين برينك - ماريلند - ويندي ديفيس - ماساتشوستس - ميشيل أتاميان - ميشيغان - كيلي ريتشل باولوسكي - مينيسوتا - جولين ستافراكيس - مسيسيبي - ليزلي لين جيتون - ميزوري - شيلي ليمان | - مونتانا - كيلي براون - نبراسكا - شون وولف - نيفادا - أنجيلا لامبرت - نيوهامبشير - كيلي زارسي - نيوجيرسي - روزا فيليز - نيومكسيكو - جيل فاسكيز - نيويورك - جينيفر جاريس - كارولاينا الشمالية - لين جنكينز - داكوتا الشمالية - ايمي جين لانتز - أوهايو - ليزا ميشيل أليسون - أوكلاهوما - أنجيلا باريك - أوريغون - دينيس وايت - بنسيلفانيا - ليندا شيارالونا - رود آيلاند - راي آن جونسون - كارولاينا الجنوبية - لو باركر - داكوتا الجنوبية - تابيثا مودي - تينيسي - ليا هولان - تكساس - كريستين فريدل - يوتا - فانيسا مونز - فيرمونت - كريستي بلترامي - فرجينيا - باتريشيا ساوثهول. - واشنطن - أنجيل وارد - فيرجينيا الغربية - ليندا بيلي - ويسكونسن - جينا ديزموند - وايومنغ - تولان كلارك |

## روابط خارجية
- موقع ملكة جمال الولايات المتحدة الأمريكية الرسمي